# El Puentecito
El Puentecito är en ort i kommunen Malinalco i delstaten Mexiko i Mexiko. Samhället hade 749 invånare vid folkräkningen år 2020.